# بازیسنویه
بازیسنویه (به لاتین: Bazisnoye) یک منطقهٔ مسکونی در روسیه است که در استان آمور واقع شده‌است.